# Bezdůvodné obohacení
Bezdůvodné obohacení je soukromoprávní institut upravující mimosmluvní závazkové vztahy, které vznikají, když se někdo neoprávněně obohatí na úkor druhého. Je jedním z projevů zásady neminem laedere (nikomu neškodit) a poskytuje ochranu majetkovým právům. Jedná se o klasický institut soukromého práva ve všech vyspělých právních státech, nicméně jeho konkrétní obsah je vždy závislý na aktuální právní úpravě.
V českém právním řádu je tento institut od roku 2014 upraven zákonem č. 89/2012 Sb., občanský zákoník (dále jen „OZ“). Jeho pojetí v tomto zákoně je odlišné od pojetí v předchozím občanském zákoníku č. 40/1964 Sb. (dále jen „ObčZ“), který OZ nahradil. Nově již bezdůvodné obohacení není právním důvodem vzniku závazkového vztahu. Pokud nyní hovoříme o bezdůvodném obohacení, máme na mysli přímo tento vztah. Jeho obsahem jsou pak všechna práva a povinnosti, které účastníci tohoto vztahu mají.
Účastníky tohoto vztahu zákon pojmenovává jako „obohaceného“ a „ochuzeného“. Těmito mohou být fyzické i právnické osoby (i stát).
U bezdůvodného obohacení jde především o určitý prospěch, a to jak peněžitý nebo věcný zisk, tak ale i např. užívání cizí věci nebo výkonů (vždy však musí mít majetkovou hodnotu a musí být objektivně vyčíslitelný), které obohacený v rozporu s právním řádem či dobrými mravy získá na úkor ochuzeného a tím rozšíří svou majetkovou sféru. Kromě toho ale také může jít o nezmenšení jeho majetku, ke kterému by jinak došlo, pokud by za něj ochuzený neplnil. Nezáleží na tom, zda to obohacený zavinil, bezdůvodné obohacení vzniká objektivně přesunem majetkových hodnot, a to bezdůvodně, tedy bez právem uznaného důvodu.
OZ upravuje povinnost k vydání bezdůvodného obohacení dosti široce. Z důvodu právní jistoty tak příkladmo zakotvuje několik konkrétních skutkových podstat, kdy k bezdůvodnému obohacení dochází. A naopak stanoví, kdy o bezdůvodné obohacení nejde. Je tomu tak v případě přijetí už promlčeného nebo nežalovatelného dluhu. V daných případech totiž zákon míří na plnění, která se opírají o povinnost plnit pouze v podobě tzv. naturální obligace. Za bezdůvodné obohacení se také nepovažuje plnění dluhu neplatného jen pro nedostatek formy.

## Skutkové podstaty
OZ výslovně stanoví, že „kdo se na úkor jiného bez spravedlivého důvodu obohatí, musí ochuzenému vydat, oč se obohatil“. Toto ustanovení se někdy nazývá obecná skutková podstata bezdůvodného obohacení. Za účinnosti ObčZ se část právní teorie a především soudní praxe shodla na tom, že podobně koncipované ustanovení je jen legální definicí pojmu a tudíž k bezdůvodnému obohacení dojde pouze při naplnění některé z konkrétních skutkových podstat.
OZ pojal koncepci institutu opačně, když skutkové podstaty chápe pouze jako typické příklady (tj. jedná se o tzv. demonstrativní výčet). Jde zvláště o:
1. plnění bez právního důvodu
2. plnění z právního důvodu, který odpadl
3. protiprávní užití cizí hodnoty
4. plnění za někoho, kdo měl po právu plnit sám

### Plnění bez právního důvodu
Jde o jeden z nejčastějších důvodů vzniku bezdůvodného obohacení, kdy pro určité plnění od počátku neexistuje právní důvod (plnění nedluhu) nebo je plněn sice existující dluh, ale někomu jinému, než je skutečný věřitel, případně je plněno více, než dluh doopravdy činí. Zásadně k těmto případům dochází v omylu na straně ochuzeného. Pokud by totiž plnil neexistující dluh vědomě, mohlo by jít i o dar. Podle soudní praxe vztahující se k ObčZ do této skutkové podstaty spadá i užívání cizího pozemku bez právního titulu (např. nájemní smlouvy) nebo užívání věci ve spoluvlastnictví podílovým spoluvlastníkem nad rozsah jeho podílu.

### Plnění z právního důvodu, který odpadl
Na rozdíl od plnění bez právního důvodu zde v době plnění způsobilý a platný právní důvod byl, později ale odpadl. Např. mohlo dojít k odstoupení od smlouvy, k zániku závazku dohodou či nemožností plnění, zrušením konstitutivního rozhodnutí soudu apod.

### Protiprávní užití cizí hodnoty
Tato skutková podstata je obdobou skutkové podstaty zisku z nepoctivých zdrojů podle ObčZ. Jde o jednání obohaceného v tom smyslu, že protiprávně užije cizí hodnotu (např. věc). Judikatura ke staré úpravě je však použitelná i dnes. Podle ní jde především o situace, kdy je prospěch získán trestnou činností, nedovoleným podnikáním apod.

### Plnění za jiného
Odlišnost této skutkové podstaty od ostatních spočívá v tom, že nevzroste majetek obohaceného, ale že se jeho aktiva oprostí od pasiv. A to díky plnění třetí osobě ochuzeným, když jí měl plnit obohacený. Podmínkou je, že ochuzený takovou povinnost plnit nemá, proto např. nejde o bezdůvodné obohacení v případě splnění dluhu ručitelem.

## Právní následky
Základním právním následkem bezdůvodného obohacení je povinnost obohaceného toto obohacení vydat osobě, na jejíž úkor bylo získáno. V OZ byla opuštěna koncepce, která byla důsledkem minulého chápání role státu v soukromoprávních vztazích, podle níž jestliže nebylo možné ochuzenou osobu zjistit, pak se předmět obohacení musel vydat státu.
Vydání bezdůvodného obohacení probíhá principem tzv. naturální restituce, tedy je nutno vrátit přesně to, co bylo získáno. Navíc nebyl-li obohacený v dobré víře, že mu plnění náleží, musí vydat i plody a užitky z věci. Není-li dobře možné uskutečnit restituci naturální, např. v případech, kdy k obohacení došlo formou výkonů nebo pokud předmět obohacení již neexistuje, pak musí být podle principu relutární restituce poskytnuta adekvátní finanční náhrada ve výši ceny obvyklé. Vydávající má ale právo na úhradu nutných nákladů, které na předmět svého bezdůvodného obohacení po dobu jeho držení vynaložil.
V případě nesplnění této právní povinnosti postiženému nezbude, než se s žalobou na vydání bezdůvodného obohacení, tzv. kondikce, obrátit k soudu. Právo na vydání však musí uplatnit v promlčecí lhůtě, která činí tři roky ode dne, kdy se o této skutečnosti dozvěděl (vyžaduje se vědomost, že k bezdůvodnému obohacení došlo, a vědomost o osobě povinné k jeho vydání), nejdéle však deset let ode dne, kdy k bezdůvodnému obohacení došlo (v případě úmyslného bezdůvodného obohacení patnáct let ode dne, kdy k bezdůvodnému obohacení došlo). V opačném případě ztratí ochuzený nárok z práva vyplývající a v případě uplatnění námitky promlčení ze strany obohaceného soud žalobu zamítne.

## Vztah bezdůvodného obohacení k souvisejícím institutům
Bezdůvodné obohacení má subsidiární charakter. To znamená, že existuje-li jiný institut (jiná možnost, jak problém právně řešit), je třeba na prvním místě užít tento jiný institut. Bezdůvodné obohacení však není subsidiární ke všem jiným právním institutům. Jako příklad lze uvést plnění podle neplatných smluv, kdy se institut bezdůvodného obohacení užije.

### Žaloba na vydání věci
Zatímco u žaloby na vydání věci (vindikace) je povinnost vydat přítomna pouze v případě nedostatku dobré víry nebo bezúplatného nabytí, u bezdůvodného obohacení existuje povinnost vydat jako povinnost obecná. Institut bezdůvodného obohacení je tedy přísnější a z toho důvodu je subsidiární k méně přísné úpravě ochrany vlastnického práva vindikací (tedy neužije se, pokud lze užít vlastnickou žalobu, podmínky viz výše). Má před vindikací přednost pouze v případě, že jde o plnění podle smlouvy neplatné nebo zrušené.

### Smlouvy
Smlouva má jako právní důvod v našem právním řádu vyšší postavení, než zákonná úprava bezdůvodného obohacení, a má tedy přednost. Proto je bezdůvodné obohacení i k případné smluvní úpravě mezi stranami subsidiární.

### Odpovědnost za újmu
Účelem úpravy bezdůvodného obohacení je pouze odstranit nahromadění majetku na straně obohaceného. Institut náhrady újmy naopak dává prostor pro vyrovnání dalších nevýhod, které ochuzený utrpěl. To zda, byl ochuzený nějak poškozen, je pro bezdůvodné obohacení irelevantní, důležité je pouze to, zda došlo k neoprávněnému nabytí majetku obohaceným. Posouzení věci podle ustanovení o odpovědnosti za újmu má proto přednost.

### Odpovědnost za vady
Úprava bezdůvodného obohacení nemá dle právní teorie přednost ani před odpovědností za vady.

### Nepřikázané jednatelstvía upotřebení cizí věci k prospěchu jiného
Podle odborné literatury se bezdůvodné obohacení zásadně nachází v poměru subsidiarity také k těmto dvěma institutům. Jedná se nicméně o instituty s odlišnou podstatou, které se užijí spíše na situace jiného druhu.

## Rozdíly mezi občanským zákoníkem z roku 1964 a z roku 2012
Právní úprava bezdůvodného obohacení byla v OZ zařazena mezi „závazky z jiných právních důvodů“ (část čtvrtá, hlava IV, díl 1, § 2991 až 3005). Na rozdíl od chápání v ObčZ, podle něhož mělo bezdůvodné obohacení charakter odpovědnosti (tedy charakter závazku z protiprávního jednání), má podle současného chápání charakter závazkového právního vztahu z jiného právního důvodu.
ObčZ obsahoval výčet skutkových podstat, které bylo třeba naplnit pro vznik odpovědnosti za bezdůvodné obohacení. OZ pojímá skutkové podstaty pouze jako možné či typické příklady bezdůvodného obohacení, ale jeho vznik je podmíněn naplněním obecného ustanovení v ustanovení § 2991 odst. 1.
Obecné ustanovení o bezdůvodném obohacení v ObčZ hovořilo o obohacení bez „právního“ důvodu. V koncepci podle OZ byl naproti tomu zvolen pojem „spravedlivý“ důvod. Ten zdůrazňuje, že ne vždy, když právní důvod chybí, je tu nutnost bezdůvodné obohacení vydat. Užitý pojem také změkčuje starou formalistickou právní úpravu a je mnohem bližší celkovému pojetí OZ, který upřednostňuje vůli stran a právní pojmy s širokými možnostmi jejich výkladu.